# Baie-D'Urfé
Baie-D'Urfé är en stad (kommun av typen ville) i provinsen Québec i Kanada. Den ligger på den sydvästra delen av Île de Montréal, i Montréals storstadsområde. Antalet invånare var 3 764 vid folkräkningen 2021.
Staden bildades 1911 då den bröts ut från Sainte-Anne-de-Bellevue. I januari 2002 slogs alla kommuner på Île de Montréal ihop med staden Montréal, men efter folkomröstningar 2004 återskapades Baie-D'Urfé och flera andra kommuner.
Kommunvapnet är i ett fält av gråverk en röd ginstam. Samma vapen bars på 1600-talet av François Saturnin Lascaris d’Urfé som var missionär i området och som givit namn åt viken Baie D'Urfé som i sin tur givit kommunen dess namn.
Kommunen är officiellt tvåspråkig (franska och engelska), med 58 % engelsktalande och 25 % fransktalande (modersmålstalare) vid folkräkningen 2021.